# Arne Thuresson (jurist)
Arne Viktor Urban Waldemar Thuresson, född den 30 oktober 1914 i Stockholm, död där den 20 oktober 1981, var en svensk jurist.
Thuresson avlade studentexamen 1935 och juris kandidatexamen 1941. Han genomförde tingstjänstgöring i Medelpads västra domsaga 1941–1943 och var tingssekreterare i Södra Roslags domsaga 1946–1949. Thuresson blev fiskal i Svea hovrätt 1949 (extra 1944), assessor 1950, revisionssekreterare 1955 och hovrättsråd 1959. Han blev vice ordförande på avdelning 1977. Thuresson blev riddare av Nordstjärneorden 1963. Han vilar på Norra begravningsplatsen utanför Stockholm.